# Aphthona gomerensis
Aphthona gomerensis es un coleóptero de la familia Chrysomelidae. Fue descrita científicamente por primera vez en 1979 por Gruev & Petitpierre.